# 上田郵便局
上田郵便局（うえだゆうびんきょく）
- 長野県上田市にある郵便局。本記事で記述する。
- 山形県酒田市にある郵便局。局番号は85228。

上田簡易郵便局
- （かみだかんいゆうびんきょく） - 熊本県阿蘇郡小国町にある簡易郵便局。局番号は71814。
- （うわだかんいゆうびんきょく） - 福島県南会津郡南会津町にある簡易郵便局。局番号は82800。

上田郵便局（うえだゆうびんきょく）は長野県上田市にある郵便局。民営化前の分類では集配普通郵便局であった。局番号は11003。

## 概要
住所：〒386-8799 長野県上田市中央西2-2-2

### 分室
分室はなし。かつて存在した分室は以下のとおり。
- 上五明分室 - 2008年（平成20年）に、閉鎖中の上五明簡易郵便局（埴科郡坂城町）の補完として暫定的に設置[1]。2009年（平成21年）に、正式に上五明簡易郵便局として開局したことに伴い廃止。

## 沿革
- 1872年8月4日（明治5年7月1日） - 上田郵便取扱所として開設[2]。
- 1873年（明治6年） - 上田郵便役所となる。
- 1875年（明治8年）1月1日 - 上田郵便局（三等）となる。翌日より為替取扱を開始。
- 1878年（明治11年） - 貯金取扱を開始。
- 1954年（昭和29年）4月 - 局舎新築落成。
- 1955年（昭和30年）10月1日 - 上塩尻郵便局から集配業務を移管[3]。
- 1956年（昭和31年）11月1日 - 電話通話および和文電報受付事務の取扱を開始。
- 1966年（昭和41年）11月 - 局舎新築落成。
- 1985年（昭和60年）10月27日 - 殿城郵便局から集配業務の一部[4]を移管。
- 1992年（平成4年）8月3日 - 外国通貨の両替および旅行小切手の売買に関する業務取扱を開始。

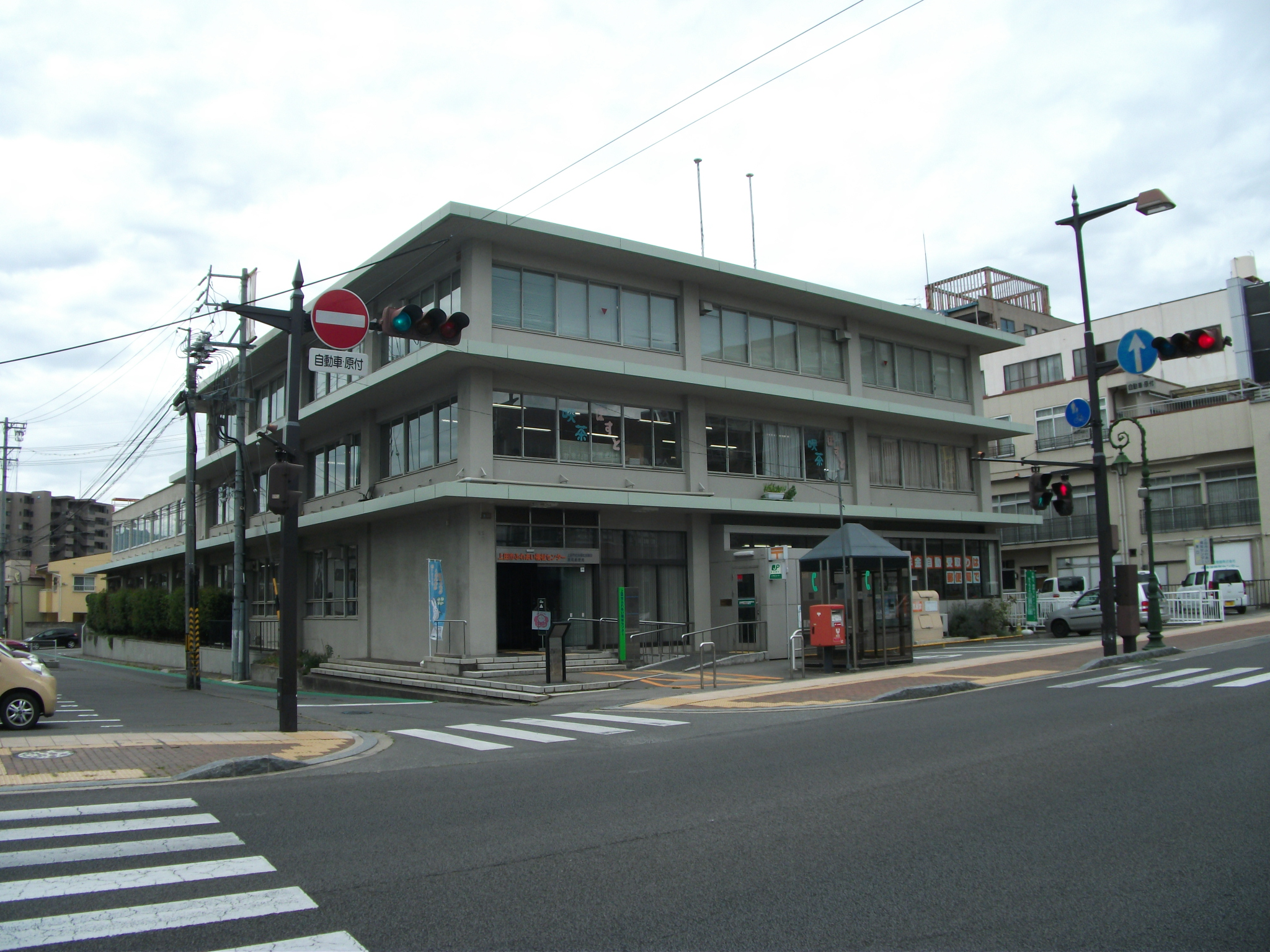
原町郵便局（旧上田郵便局）

- 1998年（平成10年）2月9日 - 上田市中央三丁目から同市中央西二丁目に移転するとともに、大屋郵便局[5]および川辺郵便局からそれぞれ「386-01xx」「386-11xx」区域の集配業務を移管。旧局舎には、原町郵便局と市のふれあい福祉センターが入居する。
- 2007年（平成19年）10月1日 - 民営化に伴い、併設された郵便事業上田支店に一部業務を移管。
- 2008年（平成20年）9月12日 - 一時閉鎖中の上五明（かみごみょう）簡易郵便局の補完のため、ローソン坂城村上店内に上五明分室を設置[6]。
- 2009年（平成21年）2月18日 - 上五明簡易郵便局の開局に伴い、上五明分室を廃止。簡易郵便局の一時閉鎖の応急措置として暫定的に設置された分室が、簡易郵便局に戻った初のケースである[7]。
- 2012年（平成24年）10月1日 - 日本郵便株式会社発足に伴い、郵便事業上田支店を上田郵便局に統合。
- 2017年（平成29年）4月1日 - ゆうゆう窓口の24時間営業を廃止。

## 取扱内容
- 郵便、印紙、ゆうパック、内容証明
- 貯金、為替、振替、振込、国際送金、外貨両替、国債、投資信託
- 生命保険、バイク自賠責保険、自動車保険、変額年金保険、がん保険、引受条件緩和型医療保険
- ゆうちょ銀行ATM
- 「386-00xx」「386-01xx」「386-11xx」区域（上田市＝後述以外の各地域）の集配業務
- ゆうゆう窓口

## 風景印
- 表記は『上田』
- 図案は『上田城』・『上田獅子』・『太郎山』
- 使用開始日は1979年（昭和54年）2月1日

## 周辺
- 上田城跡
- 上田簡易裁判所
- 国立病院機構信州上田医療センター
- 高等専修学校信州クラーク高等学院

## アクセス
- JR北陸新幹線、しなの鉄道線、上田電鉄別所線 上田駅から徒歩約20分
- 千曲バス 花園停留所下車
- 上信越自動車道 上田菅平ICから西へ約3.5km
- 国道18号沿い
- 駐車場あり：27台